# Daniel A. Mitrione
Daniel Anthony Mitrione (* 4. August 1920 in Italien; † 10. August 1970 in Montevideo, Uruguay) war ein italienisch-US-amerikanischer Polizeibeamter. Nachdem er sich als Polizeichef von Richmond, Indiana einen Namen gemacht hatte, machte er Karriere als FBI-Agent. Zuletzt war er im Dienst der CIA „Sicherheitsberater“ für das uruguayische Innenministerium.
In der Tarnbeschäftigung eines Beamten der United States Agency for International Development (USAID) bildete er Polizisten in verschiedenen mit den USA verbündeten lateinamerikanischen Staaten aus, unter anderem in der Bekämpfung von linksgerichteten systemoppositionellen Bewegungen – einschließlich Verhörpraktiken mittels Folter durch Elektroschocks.
Im Jahr 1970 wurde er mit zwei anderen ausländischen Beamten/Diplomaten von Tupamaros entführt und zehn Tage als Geisel gefangengehalten. Nachdem deren Forderung nach Freilassung von politischen Gefangenen des damals von einer oligarchischen Oberschicht autoritär regierten Regimes in Uruguay nicht erfüllt worden war, wurde Mitrione von den Stadtguerillas ermordet, die beiden anderen Geiseln wurden freigelassen.

## Leben
Mitriones Eltern migrierten mit ihrem Sohn von Italien nach Richmond, Indiana. Dort wurde er 1945 zum Polizeichef (Chief of Police) ernannt.
1959 wurde Mitrione Special Agent des FBI. 1960 kam er zur International Cooperation Administration des US-Außenministeriums. Die Kennedy-Regierung versuchte João Goulart, ab dessen Amtsantritt 1961 in Brasilien zu isolieren. Die Regierung Johnson setzte am 31. März 1964 einen Militärputsch gegen Goulart in Szene. Von 1960 bis 1967 war Mitrione als Polizeiberater in Belo Horizonte und Rio de Janeiro eingesetzt. Er lehrte técnicas avanzadas de contrainsurgencia, worunter er die nichttödliche Folter mit Elektroimpulswaffen verstand. Daniel Mitrione war an der Operation Power Pack beteiligt.
Von 1967 bis 1969 wurde Mitrione an der International Police Academy, einem Institut des Office of Public Safety in Washington, beschäftigt. Zu den Schülern von Mitrione soll Roberto D’Aubuisson Arrieta gehört haben.
Im Juni 1969 kam Mitrione mit seiner Frau und sechs ihrer neun Kinder nach Montevideo, Hauptstadt und Regierungssitz Uruguays. Daniel Mitrione war im Einsatz des US-AID zur Fortbildung der Repressionskräfte der Regierung Jorge Pacheco Areco. Sein Führungsoffizier von der CIA war William Cantrell.
Angeblich ermordete Mitrione bei einem Seminar für uruguayisches Sicherheitspersonal drei Bettler mit einer Elektroimpulswaffe um seine Verhörmethoden zu demonstrieren.
Am 31. Juli 1970 wurden Mitrione, Claude L. Fly und der brasilianische Vizekonsul Aloysio Mares Dias Gomide von den Tupamaros verschleppt. Die Tupamaros warfen Mitrione vor, die Verhörmethoden der uruguayischen Sicherheitsbehörden wissenschaftlich zu optimieren. In einer Verlautbarung teilten die Tupamaros mit, dass ein Austausch von Mitrione gegen 150 Gefangene der Regierung Pacheco möglich sei. Die Regierung Pacheco verhängte den Ausnahmezustand, durchsuchte Wohnung für Wohnung, verhaftete tausende Personen und folterte. Unter den zahlreichen Verhafteten waren auch Tupamaros. Mitrione wurde am frühen Morgen des 10. August 1970 gefesselt und geknebelt auf dem Rücksitz eines 1948 Buick Cabrio gefunden. Er war mit zwei Schüssen in den Hinterkopf getötet worden.
Aloysio Mares Dias Gomide wurde am 22. Februar 1971 und Claude L. Fly am 2. März 1971 von den Tupamaros freigelassen. Costa-Gavras machte aus dem Thema den Film État de siège.